# Kitseküla (przystanek kolejowy)
Kitseküla – przystanek kolejowy w miejscowości Tallinn, w prowincji Harjumaa, w Estonii. Położony jest na linii Tallinn - Narwa. 